# Tarzetta scotica
Tarzetta scotica är en svampart som först beskrevs av Rea och fick sitt nu gällande namn av Y.J. Yao & Spooner 2002. Tarzetta scotica ingår i släktet Tarzetta, familjen Pyronemataceae, ordningen Pezizales, klassen Pezizomycetes, divisionen Ascomycota och riket Fungi.